# 口語短歌
口語短歌（こうごたんか）とは、短歌用語。明治以後に話し言葉を取り入れた短歌である。

## 歴史

### 初期（明治）
明治20年代の言文一致運動以後、しだいに言文一致体を使った短歌が現れ始める。明治40年代、詩と小説における口語文体の採用と、短歌否定論を受けて、本格的に口語短歌の試みが始められる。最初の言文一致短歌集は1906年の青山霞村『池塘集』とされており、同書の収録短歌のうち約6割が口語によるものであった。また、石川啄木や若山牧水のように、文語体でも口語色を強めた短歌を詠む歌人がいた。このように、多くの歌人が言文一致体の採用をさかんに試みていたが、大正時代になるとその傾向はしだいに薄らいでいった。

### 大正末から昭和初期の口語短歌運動
大正末から昭和初期にかけては、プロレタリア文学運動、新興芸術派運動という両陣営の短歌革新への気運が口語短歌運動に至った。坪野哲久、五島美代子らもこれに参加しており、前田夕暮のような中堅歌人までが口語自由律歌集を出版した。口語短歌運動の中で作られた短歌の中には、旧来の文語短歌とは一線を画した完全な口語文体からなる作品も多く存在し、散文化・自由律への流れを生み出すこととなった。前川佐美雄や斎藤史などの、文語をベースにしながら口語表現を取り入れた新進歌人が登場するのもこの頃である。しかし、口語短歌運動は字余り・字足らずに対してあまりに寛容でありすぎたため、短歌の定型破壊・散文化が進んで一行詩との区別がつかなくなるという事態に陥ってしまった。そうした行きづまりと伴に、極端な国粋主義・軍国主義の台頭もあり、プロレタリア文学運動と新興芸術派運動は衰退し、口語短歌運動も沈滞した。

### 終戦後
第二次世界大戦後、第二芸術論のような短歌否定論が話題をさらうとふたたび口語短歌が現れ、土岐善麿の詠歌が話題になったりもしたがあまり大きな実りとはならず、それからは山崎方代ほか少数の歌人が口語文体で短歌を詠んでいた。

### 昭和末期
昭和末期、口語短歌は新たな展開を見せる。ここには、主に3つの流れがある。
1つめは、文語表現と口語表現を巧みに組み合わせた文語口語混淆体短歌で、旧来の短歌表現に口語表現を交えた昔からあるスタイルだが、この時期には口語をかなり大幅に取り入れることで、もはや文語と口語のどちらがベースなのか不明な短歌が登場する。このスタイルは俵万智の登場で、大いに世に広まった。2つめは、もはや完全に口語がベースとなった口語短歌である。これは1つめに挙げた文語口語混淆体短歌とほぼ時を同じくして現れた。ここでは加藤治郎、荻原裕幸、穂村弘らが中心となり、散文化、字余り・字足らず、句跨がりをも恐れず、積極的に口語短歌運動を推進した。
以上2つの作風は、いずれも昭和初期の口語短歌運動の再来と言える。ライトヴァースの傾向が強い点でも、この2つは共通している。
3つめは、散文化に走らず、字余り・字足らずを抑えた、より定型意識の強い口語短歌作品である。この中心は結社歌壇ではなく、ネット短歌など、結社には無所属の歌人であった。
これら口語短歌の新たな動きを受けて、塚本邦雄や岡井隆のようなそれまで文語表現を主にしてきたベテラン歌人までもが大幅な口語表現を採用するに至った。

### 平成以降
平成になってから登場した新人たちの中では、笹公人らのように、完全な口語表現を用いてライトな感覚を強めた作風の歌人がマスコミに取り上げられた。また、枡野浩一らが平成の口語短歌運動普及に貢献している。
口語短歌は、これまで興隆期と衰退期を繰り返してきた。しかもその興隆期は極めて短い。このため、口語表現を使わない歌人からは、優れた短歌が少ないことを理由に白眼視され、平成の口語短歌さえ早くも衰退の気運と皮肉られている。既製の結社歌壇においてはいまなお、圧倒的に旧来の文語短歌が主流である。しかし現在発表されている口語短歌の量は膨大であり、平成以降で記録的な売上を伸ばしている萩原慎一郎も口語短歌を採用しており、短歌のスタイルとしてすでに定着しているのも確かである。